# Seewoosagur Ramgoolam
Seewoosagur Ramgoolam (Hindi: सर शिवसागर रामगुलाम; Belle Rive, 18 de septiembre de 1900-Port Louis, 15 de diciembre de 1985) fue un político de Mauricio.
Entre 1961 y 1968 fue Ministro Principal de Mauricio británico, cuando el territorio era una colonia de la Corona británica, siendo la única persona en ocupar el cargo. Posteriormente, fue primer ministro de Mauricio desde la independencia en 1968 hasta 1982, y desde 1983 hasta su fallecimiento, fue gobernador general.

## Biografía

### Primeros años y educación
Su padre, Moheeth Ramgoolam (que pertenecía a la comunidad kushwaha), era un trabajador inmigrante de la India. Estudió en una escuela primaria católica. A los siete años, perdió a su padre y a los doce años, sufrió un grave accidente en un establo que le costó el ojo izquierdo. Continuó su educación secundaria en una escuela internado gracias a una beca, formándose bajo la cultura británica. Con la ayuda financiera de su hermano, fue a estudiar medicina al Reino Unido, graduándose en el University College de Londres.

### Carrera política
Se desempeñó como ministro principal (cargo similar al de un primer ministro) desde 1961 hasta 1968. El Colonial Office consideraba a Ramgoolam como un líder capaz y previso. En 1963, el gobierno conservador británico confiaba mucho en él para formar un gobierno de todos los partidos en Mauricio y para facilitar este asunto, fue nombrado caballero de la Orden de San Miguel y San Jorge el 12 de junio de 1965.
Dirigió el Partido Laborista de Mauricio desde 1959 hasta 1982, habiendo tomado el liderazgo de Emmanuel Anquetil y Maurice Curé. Tras la independencia de Mauricio el 12 de marzo de 1968, siguió siendo primer ministro, encabezando una serie de gobiernos de coalición, hasta 1982. En las elecciones generales de ese año, su gobierno fue finalmente derrotado por una coalición liderada por el Movimiento Militante Mauriciano (MMM). Anerood Jugnauth se convirtió en primer ministro.
En 1983, sin embargo, el MMM se dividió y se produjo una nueva elección. Ramgoolam y el Partido Laborista apoyaron a Jugnauth y su nuevo partido, el Movimiento Socialista Militante. A cambio, Jugnauth, quien ganó la elección, nombró a Ramgoolam como Gobernador General. Ocupó este cargo hasta su muerte en la Casa del Estado (residencia oficial) en diciembre de 1985.
En diciembre de 1973 recibió el Premio de Derechos Humanos de las Naciones Unidas.
Entre 1976 y 1977 fue presidente de la Organización para la Unidad Africana.